# Pingasa griveaudi
Pingasa griveaudi là một loài bướm đêm trong họ Geometridae.